# Villa Remedios (Ingavi)
Villa Remedios ist eine Ortschaft im Departamento La Paz im südamerikanischen Anden-Staat Bolivien.

## Lage im Nahraum
Villa Remedios ist die nach der Provinzhauptstadt Viacha einwohnerstärkste Gemeinde im Municipio Viacha in der Provinz Ingavi und liegt auf einer Höhe von 3946 m. Villa Remedios liegt auf einem zwanzig Kilometer breiten nord-südlich verlaufenden ebenen Abschnitt des bolivianischen Altiplano, direkt östlich der Ortschaft erheben sich die Vorgebirgsketten der Serranía de Sicasica, die hier bis auf knapp 5000 m ansteigt.

## Geographie
Villa Remedios liegt auf der bolivianischen Hochebene zwischen den Anden-Gebirgsketten der Cordillera Occidental im Westen und der Cordillera Central im Osten. Das Klima der Region ist ein typisches Tageszeitenklima, bei dem die Durchschnittstemperaturen im Tagesverlauf stärker schwanken als im Jahresverlauf.
Die mittlere Jahrestemperatur von Viacha liegt bei knapp 9 °C, der Jahresniederschlag beträgt etwa 600 mm (siehe Klimadiagramm Viacha). Die Monatsdurchschnittstemperaturen schwanken nur unwesentlich zwischen 6 °C im Juli und 10 °C von November bis Februar. Die Monate Mai bis August sind arid mit Monatsniederschlägen von weniger als 15 mm, in den Südsommer-Monaten Januar und Februar werden Monatsniederschläge von mehr als 100 mm gemessen.

## Verkehrsnetz
Villa Remedios liegt in einer Entfernung von 42 Straßenkilometern südlich von La Paz, der Hauptstadt des Departamentos.
Von La Paz aus führt die asphaltierte Nationalstraße Ruta 2 in westlicher Richtung nach El Alto, von dort die Ruta 1 weitere 29 Kilometer bis Villa Remedios und weiter über Patacamaya nach Caracollo, wo die Ruta 1 weiter nach Oruro im Süden führt und die Ruta 4 ins östlich gelegene Cochabamba abzweigt.

## Bevölkerung
Die Einwohnerzahl der Ortschaft ist in den vergangenen beiden Jahrzehnten leicht zurückgegangen:
| Jahr | Einwohner | Quelle       |
| ---- | --------- | ------------ |
| 1992 | 679       | Volkszählung |
| 2001 | 673       | Volkszählung |
| 2012 | 589       | Volkszählung |
| 2024 |           | Volkszählung |

Die Region weist einen hohen Anteil an Aymara-Bevölkerung auf, im Municipio Viacha sprechen 70,8 Prozent der Bevölkerung Aymara.